# 石久云
石久云，南北朝东魏时勿吉族（东北地区民族）使臣，勿吉人。
在北魏后期，勿吉使臣俟力归曾经到洛阳朝觐魏宣武帝。北魏分裂后，魏孝静帝兴和二年（540年），石久云奉使到魏都城邺城朝觐，进贡方物。从此，至武定年间，勿吉向北魏派出的贡使不断。